# Pardes

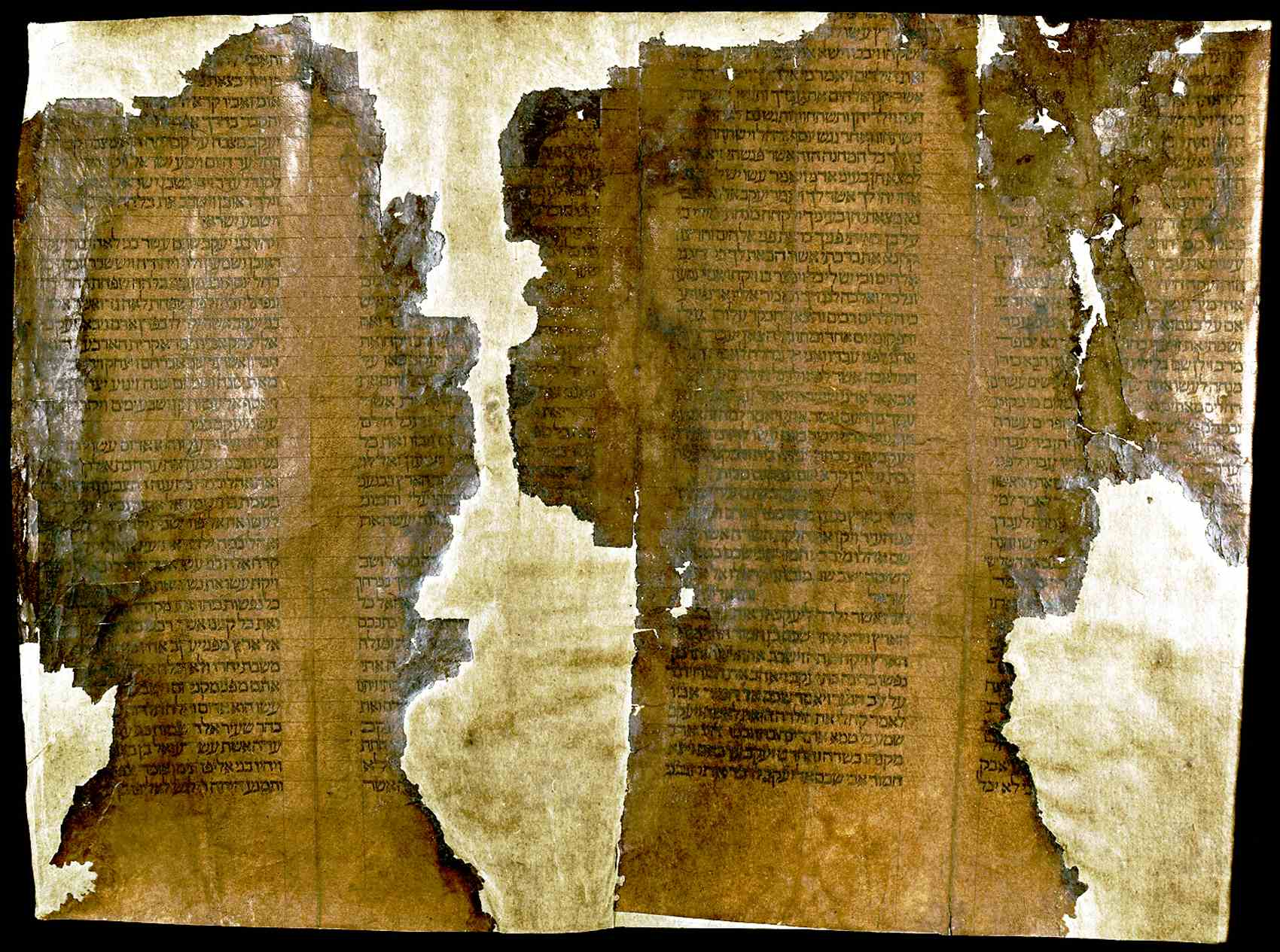
Frammento di rotolo della Torah, XIII secolo

Pardes si riferisce a metodologie ermeneutiche di esegesi biblica nell'ebraismo rabbinico, o anche all'interpretazione di altri testi religiosi nello studio della Torah. Il termine, a volte scritto anche  PaRDeS, è un acronimo composto dalle iniziali dei seguenti quattro metodi:
- Peshat (in ebraico פְּשָׁט‎?) — "superficie" ("diretto") o significato letterale (diretto).[1]
- Remez (in ebraico רֶמֶז‎?) — "allusioni" o significato profondo (allegorico: nascosto o simbolico), oltre al solo senso letterale.
- Derash (in ebraico דְּרַשׁ‎?) — dall'ebraico darash: "indagare" ("ricercare") — significato comparativo (midrashico), come apportato da casi paragonabili, simili.
- Sod (in ebraico סוֹד‎?) (pronunciato con una O lunga come "mora") — "segreto" ("mistero") o significato esoterico/mistico, ottenuto tramite ispirazione o rivelazione.

Ogni tipo di interpretazione Pardes esamina il significato esteso di un dato testo. Come regola generale, il significato esteso non contraddice mai il significato basilare.  Con Peshat s'intende il significato semplice o contestuale del testo.  Remez è il significato allegorico.  Derash include il significato metaforico e Sod rappresenta il significato nascosto. Esiste spesso una notevole sovrapposizione, ad esempio quando le interpretazioni legali di un versetto sono influenzate da interpretazioni mistiche o quando una "allusione" è determinata confrontando una parola con altre istanze della stessa parola.

## Etimologia
La parola ebraica pardes (in ebraico פרדס‎? "frutteto") è di origine persiana e appare svariate volte nella Bibbia (Tanakh). Persiana è inoltre la fonte della parola italiana "paradiso", che ci è pervenuta tramite il latino ed il greco.
Il sistema del Pardes viene spesso collegato misticamente con la parola pardes, che si relaziona appunto etimologicamente al paradiso e al Quranico Firdaus (arabo: فِردَوس) tra varie altre forme, in quanto tutta condividono un'origine comune dalla radice iraniana antica, attestata dalla Lingua avestica con pairi.daêza-. Si riscontra tre volte nel Tanakh (bibbia ebraica), cioè nel Cantico dei cantici 4:13, Qoelet 2:5 e Neemia 2:8. Nel primo di questi passi biblici significa "giardino"; nel secondo e nel terzo, "parco."  Nelle apocalissi e nel Talmud la parola viene usata per indicare il Giardino dell'Eden ed il suo prototipo celeste. Da questo utilizzo proviene la denotazione di Paradiso del cristianesimo quale dimora dei santi.

### Leggenda
Il Pardes  è il tema della aggadah ("leggenda") ebraica dei quattro rabbini del periodo mishnaico (I secolo d.C.) che visitarono il Frutteto (cioè, il Paradiso):
Rashi spiega che i quattro ascesero al Cielo utilizzando il Nome Divino, fatto che potrebbe essere interpretato come se avessero ottenuto un'elevazione spirituale mediante pratiche meditative. Le Tosafot, commentari medievali del Talmud, affermano che i quattro saggi "non ascesero letteralmente, ma sembrò loro come se fossero ascesi." Per converso, Rabbi Louis Ginzberg scrive nella Jewish Encyclopedia (1901–1906) che il viaggio in paradiso "deve essere preso alla lettera e non allegoricamente". Secondo un'altra interpretazione, "PaRDeS" è il succitato acronimo dei quattro metodi tradizionali di esegesi ebraica e in questo senso i quattro rabbini furono i soli a comprendere la Torah nella sua interezza.
Nella Cabala ebraica la leggenda fa parte della letteratura mistica ed è ampliata in una storia più lunga nello Zohar I, 26b e nello Tikunei haZohar 40. A queste versioni hanno fatto seguito diversi commentari, tra cui quello di Moses Cordovero, che spiega il passo zoharico nel suo Pardes Rimonim (in ebraico פרדס רימונים‎? – "Giardino [di] melograni") , il cui titolo stesso si riferisce appunto all'ascesa mistica del Pardes.

## Pardes ed esegesi moderna
Il sistema esegetico Pardes proviene dalla fede tradizionale nel testo come rivelazione divina; la paternità di Mosè nella scrittura della Torah, l'ispirazione profetica del resto del Tanakh (Bibbia ebraica), e la fede nella trasmissione della Torah Orale. I vari movimenti ebraici moderni differiscono in merito alla validità dell'applicazione alle Scritture di metodi storico-esegetici moderni. L'ebraismo haredi considera i testi della Torah Orale come rivelazione e può usare il metodo Pardes per leggere la letteratura rabbinica classica. L'Ebraismo ortodosso moderno accetta lo studio critico storico della letteratura rabbinica ed alcune sue applicazioni al successivo canone biblico. Inoltre, studiosi ortodossi moderni hanno esaminato la critica biblica nella lettura della Torah, incorporandone alcuni aspetti per l'interpretazione della rivelazione mosaica. Correnti ebraiche non ortodosse utilizzano ampiamente il metodo critico, ma con conclusioni teologiche differenti.
Iniziando con Samuel David Luzzatto nel XIX secolo, c'è stato un approccio alla comprensione della Torah che riscontra conferme nei commentari biblici classici e permette un'accettazione della rivelazione pur usando l'ecdotica. Commentari del Rashbam, di Ibn Ezra, Ibn Caspi, Judah Ha-Hasid e Abrabanel sono stati usati in questa forma storico-filologica di Peshat.
Nel XX secolo, il filosofo-teologo dell'Ebraismo conservatore, Abraham Joshua Heschel, sebbene abbia accettato la ricerca biblica moderna, ritiene la rivelazione esistenzialista e l'incontro divino come il fondamento dell'interpretazione legittima della Bibbia. La sua opera principale del 1962, (HE)  Torah min HaShamayim BeAspaklariya shel HaDorot [(EN)  Heavenly Torah As Refracted Through The Generations] è un saggio di teologia rabbinica classica e di aggadah (pensiero spirituale) in contrapposizione alla halakha (legge ebraica) nella rivelazione del Divino mediante lo Studio della Torah. Esplora le interpretazioni dei rabbini del Talmud, del Midrash, le tradizioni filosofiche e mistiche circa la natura della Torah, la rivelazione di Dio all'umanità, la profezia, i modi in cui gli ebrei hanno usato l'esegesi scritturale per espandere e capire questi testi ebraici fondamentali con un'esegesi spirituale fluida e viva.

## Paralleli con altre tradizioni
La tipologia Pardes ha alcune analogie con lo schema allegorico cristiano del Medioevo. Il grande studioso mussulmano e Imam Ja'far al-Sadiq, ultimo califfo prima dello scisma tra Sunni e Shia, asserisce in modo parallelo che il Quran ha quattro livelli di interpretazione simili a quelli del PaRDeS: “Il Libro di Dio ha quattro cose: espressione letterale (‘ibāra), allusione (ishāra), sottigliezze (laṭā'if), e le realtà più profonde (ḥaqā'iq). L'espressione letterale è per la gente comune (‘awāmm), l'allusione è per l'élite (khawāṣṣ), le sottigliezze sono per gli amici di Dio (awliyā’), e le realtà più profonde sono per i profeti (anbiyā’)."